# Железничка станица Вогањ
Железничка станица Вогањ је једна од железничких станица на прузи Београд-Шид. Налази се у насељу Вогањ у општини Рума. Пруга се наставља ка Сремској Митровици у једном смеру и у другом према Руми. Железничка станица Вогањ састоји се из 5 колосека.